# 奥卡河上游诸公国
奥卡河上游诸公国（俄语： Верховские княжества）是人們對14世纪和15世纪之交位于奥卡河上游的十几个國家的統稱，這些國家的領土大概相當於現今俄罗斯的图拉州以及卡卢加州。